# 臭虫草
臭虫草（学名：Alloteropsis cimicina）为禾本科毛颖草属下的一个种。